# Don't Be Afraid of the Dark
Đừng sợ bóng tối (tựa tiếng Anh: Don't Be Afraid of the Dark) là một bộ phim kinh dị - viễn tưởng - tâm lý năm 2011 của Mỹ do Troy Nixey làm đạo diễn, đây là phim làm lại từ bộ phim kinh dị có cùng tên năm 1973. Diễn viên trong phim gồm có Guy Pearce, Katie Holmes và Bailee Madison.

## Nội dung
Vào thế kỷ 19, ở Rhode Island, có người đàn ông tên Blackwood đang sống với người hầu gái của ông ta trong tòa lâu đài. Blackwood tự động lấy kềm nhổ răng rồi đem số răng đó xuống nộp cho bọn sinh vật lạ dưới lò sưởi, ông ta giết luôn cô hầu gái để lấy răng cô ta. Bọn quái vật dưới lò sưởi đã bắt cóc con trai Blackwood, chúng sẽ thả cậu bé nếu Blackwood cho chúng răng trẻ em. Bọn quái vật không chịu nhận số răng Blackwood đưa, chúng kéo Blackwood xuống lò sưởi và giết ông ta.
Năm 2011, Alex và cô bạn gái Kim dọn đến Rhode Island sống ở tòa lâu đài cổ, Alex đã li dị vợ và anh ta có một đứa con gái tên Sally, Sally đi theo Alex. Alex, Kim và Sally rất hài lòng khi nhìn thấy tòa lâu đài rộng lớn, xinh đẹp mà họ không biết rằng có bọn quái vật đang sống ở đây. Ngay ngày đầu tiên, Sally đã cảm thấy có điều gì lạ trong lâu đài này. Ngày tiếp theo, Sally đi vòng quanh khu vườn và nhìn thấy nhà kho bí mật. Ông người làm Harris cảnh báo Alex, Kim và Sally không nên xuống nhà kho. Sally lén đi xuống nhà kho, cô bé nghe được ai đó gọi tên mình rồi đi theo âm thanh bí ẩn đó. Sally tìm được cái răng cũ sau khi mở lò sưởi ra, cô bé đem cái răng về phòng. Bọn quái vật ăn cắp dao cạo râu của Alex và xé nát quần áo của Kim, tưởng Sally gây ra nên Alex khiển trách Sally.
Sally tìm thấy một đồng bạc từ thế kỷ 19 dưới gối sau khi cái răng cũ biến mất. Alex và Kim có việc đi vào thị trấn, Sally lén đi xuống nhà kho lần nữa để tiếp cận bọn quái vật, Harris liền đưa Sally ra ngoài rồi ông ta cố đóng lò sưởi lại. Bọn quái vật tấn công Harris, Harris bị thương nặng đến nỗi phải nhập viện. Sally lấy giấy viết vẽ lại hình bọn quái vật cho Alex xem, tuy nhiên Alex cho là Sally tưởng tượng. Kim vào bệnh viện thăm Harris, cô ta hỏi Harris chuyện gì đã xảy ra với ông ta, Harris bảo Kim đến thư viện địa phương để tìm bức tranh có hình quái vật của Blackwood vẽ. Khi đến thư viện và thấy bức tranh có hình quái vật của Blackwood, Kim tin rằng có quái vật đang trong lâu đài, cô nhanh chóng lái xe quay về.
Alex và Kim quyết định bỏ tòa lâu đài, đưa Sally đi nơi khác sống. Sally bất ngờ bị bọn quái vật bắt xuống nhà kho, chúng tính kéo Sally vào độ sâu không đáy dưới lò sưởi để biến cô bé thành quái vật giống chúng. Alex bị bọn quái vật đóng cửa nhốt bên ngoài, còn Kim chạy xuống nhà kho cứu Sally. Cởi trói cho Sally xong thì Kim bị mắc vào cọng dây, sau đó bọn quái vật kéo cô ta vào lò sưởi. Sally lấy máy chụp hình đập chết con quái vật đầu đàn, Alex vừa xông vào thì Kim đã bị kéo đi mất. Một thời gian sau, Alex đưa Sally về nhìn lại tòa lâu đài, Sally để một bức tranh trước cửa rồi bỏ đi với bố. Cơn gió thổi bức tranh bay vào tận lò sưởi.

## Diễn viên
- Bailee Madison vai Sally Hurst
- Katie Holmes vai Kim
- Guy Pearce vai Alex Hurst
- Jack Thompson vai William Harris
- Alan Dale vai Charles Jacoby
- Julia Blake vai Bà Underhill
- Garry McDonald vai Emerson Blackwood
- Nicholas Bell vai Bác sĩ tâm lý
- Trudy Hellier vai Evelyn Jacoby
- James Mackay vai Thủ thư
- Abbe Holmes vai Joanne Hurst (giọng nói)